# Siedlice (ved Police)
Siedlice er en landsby i det vestlige Polen, i zachodniopomorskie voivodskab (Stettin Byområde, mellem byer Police og Szczecin). Tatynia ligger på Warszewo-bakkerne ved Wkrzanskaskoven (polsk: Puszcza Wkrzańska, tysk: Ueckermünde Heide).
Siedlice har en vej til Pilchowo og Police og Polices bybuslinjer (se Transport i Police):
- 106 fra Police til Szczecin
- 110 fra og til Police

## Byer ved Siedlice
- Police
- Szczecin
- Nowe Warpno

## Landsbyer ved Tatynia
- Leśno Górne
- Trzeszczyn
- Tanowo
- Przęsocin